# روش تولمین
روش تولمین روش استدلالی غیرصوری است. این روش، که پرداختهٔ فیلسوف انگلیسی استفان تولمین است، شامل زمینه یا زیربنای فکری(به انگلیسی: grounds)، ادعا (به انگلیسی: claim)، و پشتیبان (به انگلیسی: warrant) برای هر برهان می‌شود. هر سهٔ این اجزاء برای ایجاد استدلالی قانون‌مند یا تحلیل یک برهان ضروری هستند. زمینه شواهدی است که برای اثبات ادعا آورده می‌شود. پشتیبان محفوظات یا اصولی است که زمینه را به ادعا پیوند می‌دهد.

## مثال
به عنوان مثال در استدلال «شیوا در قزوین متولد شده، پس شیوا شهروند ایران است،» عبارت «شیوا در قزوین متولد شده» زمینه است. این زمینه شاهدی است که سعی در اثبات ادعای برهان یعنی «شیوا شهروند ایران است» دارد. ادعا سخن اصلی در هر گفتگوی استدلالی است و معمولاً به‌طور واضح در کلام ذکر می‌شود. پشتیبان در این استدلال به صراحت بیان نشده‌است و استدلال بر آن دلالت ضمنی دارد، چرا که فرض بر بدیهی بودن آن گذاشته شده‌است. شکل صریح پشتیبان می‌تواند شبیه این باشد: «هر کس که در قزوین متولد شده‌باشد شهروند ایران است.»

## دسته‌بندی اجزاء در روش تولمین

### انواع ادعا
1. ادعا از مقولهٔ واقعیت (به انگلیسی: fact): مثلاً «عراق در ۳۱ شهریور ۱۳۵۹ حمله به ایران را آغاز کرد.»
2. ادعا از مقولهٔ توضیح و تعریف (به انگلیسی: definition): مثلاً «نبردهای خاکریزی در جنگ ایران و عراق باعث شده آنرا به جنگ جهانی اول شبیه بدانند.»
3. ادعا از نوع سببی (به انگلیسی: cause): مثلاً «ملی‌گرایی عربی و تعارض آن با اسلام‌گرایی خمینی از دلایل جنگ ایران و عراق بود.»
4. ادعا از نوع ارزش‌گذاری (به انگلیسی: value):مثلاً «جنگ ایران و عراق موجب شد هر دو کشور از پیشرفت جا بمانند.»
5. ادعا از نوع رویه و روش (به انگلیسی: policy): مثلاً «ایران و عراق برای جلوگیری از تعارض در آینده به گفتمانی سیاسی عاری از ایدئولوژی نیاز دارند.»

### انواع پشتیبان
- واقعیت
- آمار
- عدد و رقم
- عقیدهٔ کارشناسی (به انگلیسی: expert opinion)
- شرح و توضیح
- استدلال
- شاهد ظاهری

### انواع زمینه
1. ایتوس (توسل به مرجعیت)
2. پاتوس (توسل به احساسات)
3. لوگوس (برهان‌آوری عقلی)